# Ель-Боало
Ель-Боало (ісп. El Boalo) — муніципалітет в Іспанії, у складі автономної спільноти Мадрид. Населення — 6638 осіб (2010).
Муніципалітет розташований на відстані близько 38 км на північний захід від Мадрида.
На території муніципалітету розташовані такі населені пункти: (дані про населення за 2010 рік)
- Ель-Боало: 1863 особи
- Серседа: 2809 осіб
- Матаельпіно: 1602 особи
- Ель-Алькорехо: 10 осіб
- Пенья-де-лас-Гальїнас: 252 особи
- Ель-Беррокаль I: 40 осіб
- Ель-Беррокаль II: 0 осіб
- Сьюдад-де-лос-Мучачос-і-Махада-де-лос-Паланес: 0 осіб
- Лос-Чапарралес: 9 осіб
- Лос-Посуелос: 2 особи
- Сан-Мур'єль: 51 особа

## Демографія
Динаміка населення (INE ):

## Галерея зображень

Розташування муніципалітету у автономній спільноті Мадрид
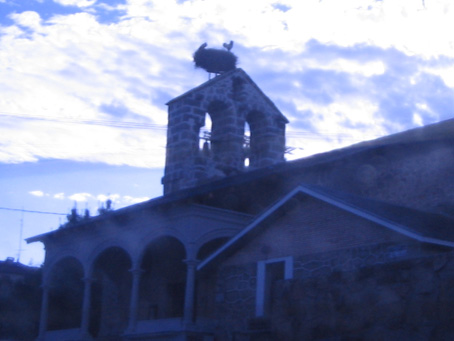
Церква Сан-Себастьян-Мартір, Ель-Боало
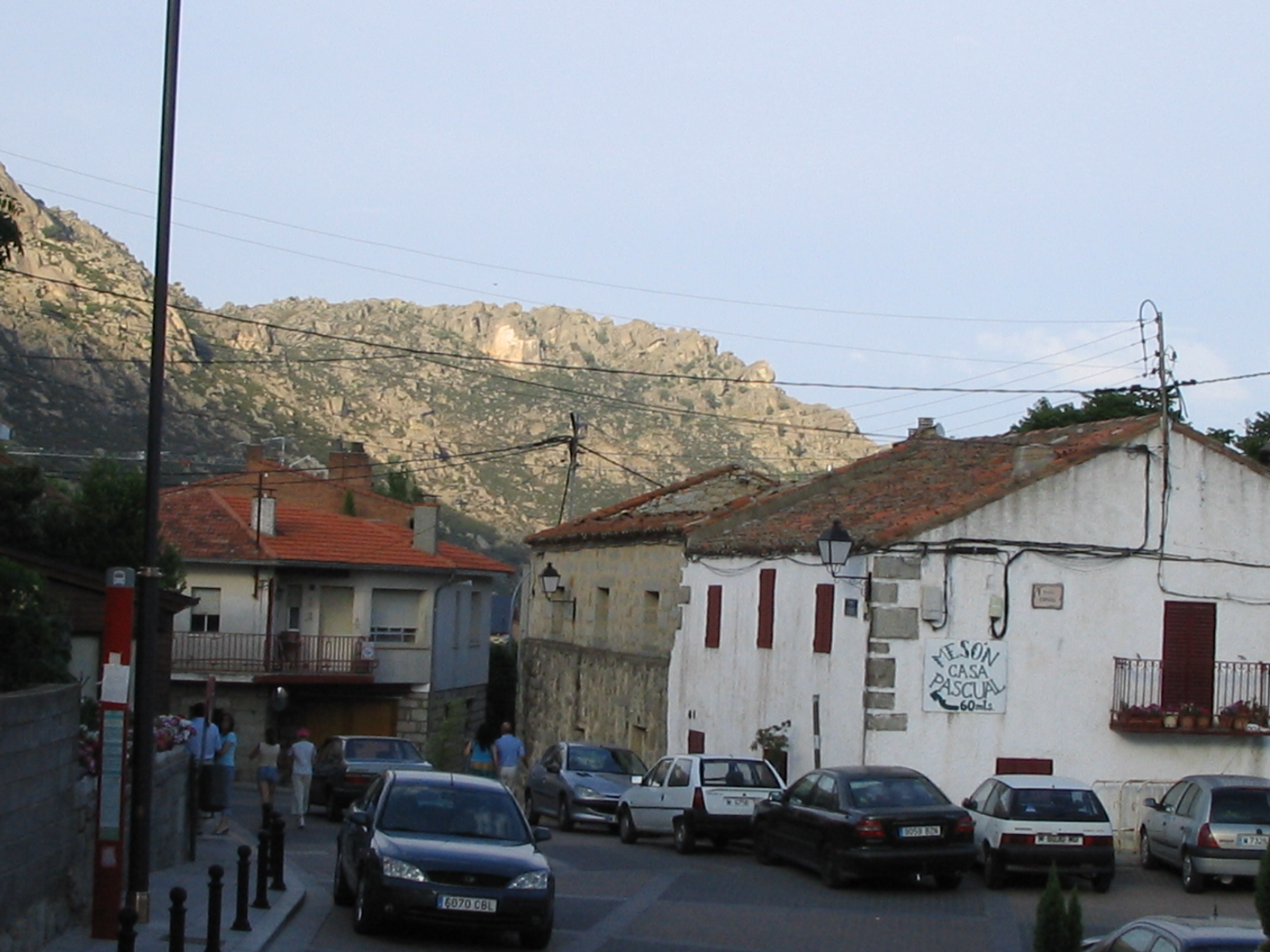
Матаельпіно